# U.S. Route 90
La U.S. Route 90 è una strada statunitense a carattere nazionale che corre da est ad ovest. Nonostante la cifra "0" nel suo numero, la U.S. Route 90 non è mai stata una strada da costa a costa; la sua estremità è sempre stata a Van Horn (TX). Ci fu un piccolo allungamento verso nord fino alla U.S. Route 62 ed alla U.S. Route 180 vicino a Pine Springs (TX), ma durò meno di un anno. È probabile che i cartelli in questo tratto non siano ancora stati cambiati.
Nel 2004 il termine orientale della strada è a Jacksonville Beach (FL), all'intersezione con la Florida State Road A1A vicino all'Oceano Atlantico; il suo termine occidentale è a Van Horn (TX), all'intersezione coll'Interstate 10 e la Texas State Highway 54. Ufficialmente la strada termina alla giunzione con la U.S. Route 90, ma comunque il segmento occidentale è stato decommissionato in favore dell'Interstate 10 e dell'Interstate 20.
Il 29 agosto 2005 alcuni ponti nel Mississippi e nella Louisiana sono stati distrutti o danneggiati dall'uragano Katrina, tra cui il ponte della Baia di St. Louis, il ponte di Biloxi ed il ponte di Fort Pike. La U.S. Route 90 ha sette uscite sulla Interstate 10 in Florida. Inoltre comprende parte della pista DeSoto tra Tallahassee e Lake City.

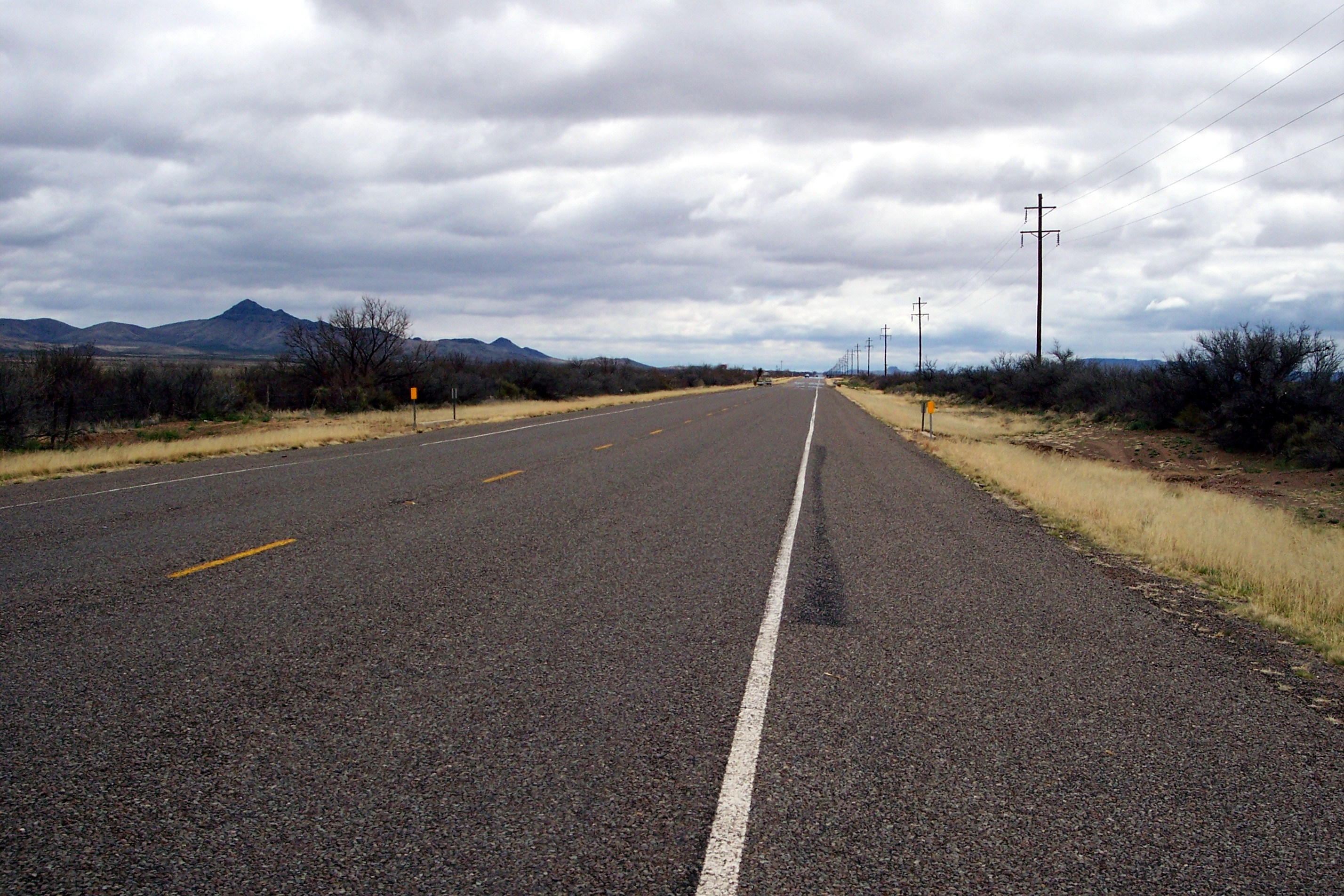
U.S. Route 90 vicino a Van Horn
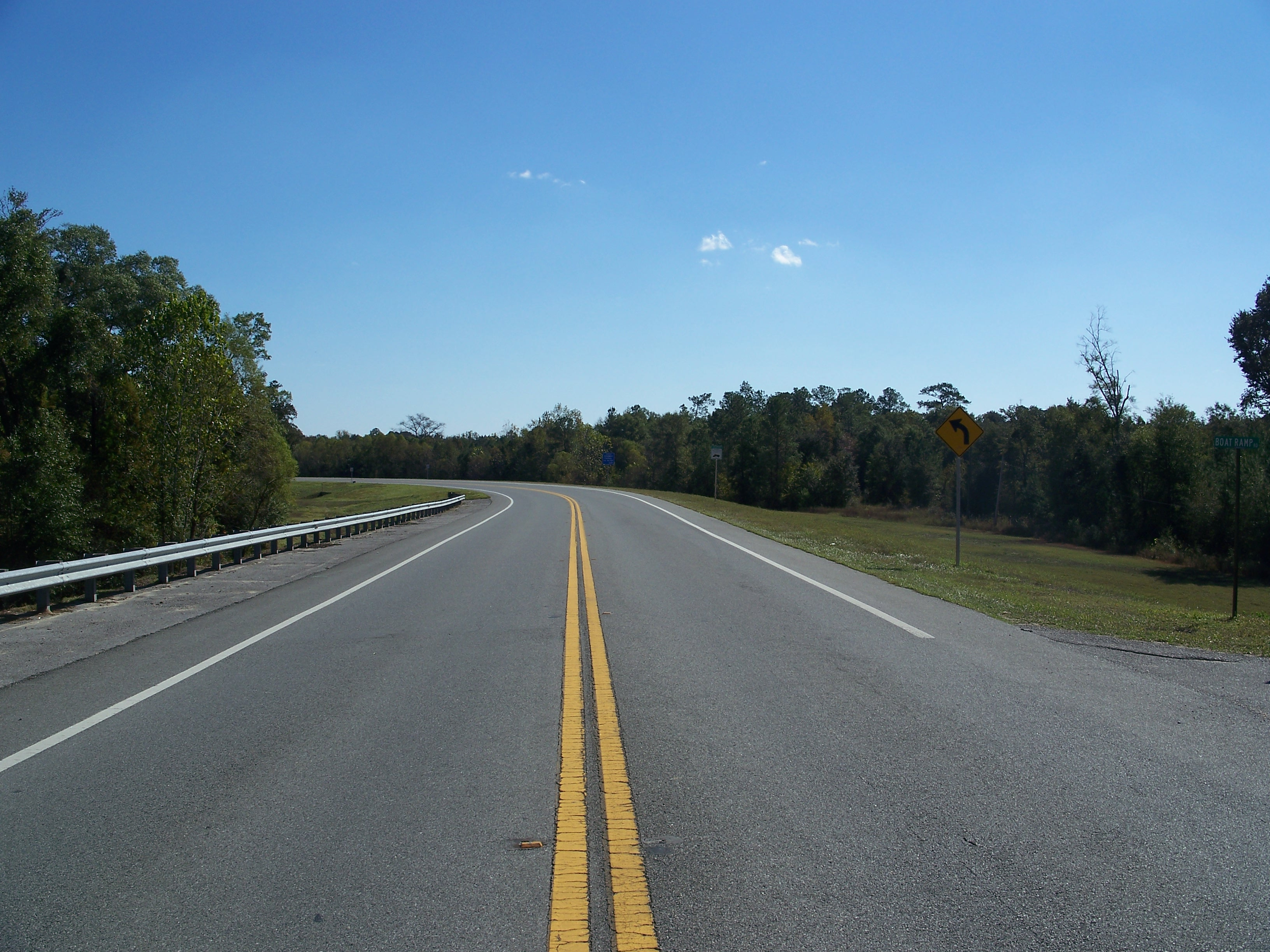
U.S. Route 90 in Florida